# BenQ
BenQ – przedsiębiorstwo powstało w wyniku przekształceń Continental Systems Inc., powstałego w 1984, jako spółka zależna dzisiejszego Acer Technologies.
Jest tajwańskim producentem urządzeń cyfrowych. Ostateczna nazwa firmy powstała na skutek złączenia początkowych liter sloganu bringing enjoyment and quality to life, stało się to pod koniec 2001 roku.
Pod koniec lipca 2007 przedsiębiorstwo ogłosiło, że zmienia nazwę na Qisda. Są to początkowe litery sloganu quality innovation speed driving achievements.
BenQ produkuje między innymi:
- monitory komputerowe
- skanery, projektory
- CD-ROM, CD-RW
- nagrywarki CD, nagrywarki DVD
- klawiatury, myszy komputerowe
- laptopy, notebooki – komputery przenośne
- telefony komórkowe
- aparaty cyfrowe

Przedsiębiorstwo BenQ 1 października 2005 weszło w posiadanie działu telefonii komórkowej Siemensa za 350 milionów euro i stała się czwartą co do wielkości firmą na rynku telefonów komórkowych. BenQ przejęło między innymi centrum rozwojowe we Wrocławiu, zajmujące się oprogramowywaniem telefonów Universal Mobile Telecommunications System.
W rok później jeszcze przed prezentacją nowych projektów tworzonych pod marką BenQ-Siemens we Wrocławiu i kilku lokalizacjach w Niemczech, firma matka BenQ Corp. zaniechała dalszego finansowania swych europejskich oddziałów, co zmusiło do grupowych zwolnień lub przekazania wykwalifikowanego personelu do innych przedsiębiorstw, jednocześnie ogłaszając, że cały dział odpowiedzialny za tworzenie telefonów BenQ-Siemens zostanie przeniesiony do azjatyckich oddziałów.
We Wrocławiu tworzono telefony EF81, EL71 i SL91.